# 교향곡 26번 (하이든)
교향곡 26번 라단조 Hob.l:26 '라멘터치오네'는 요제프 하이든의 교향곡이다. 

## 개요
하이든의 교향곡 중에서 1770년대 초의 작곡된 첫 단조 교향곡이다. 이 교향곡이 성탄절에 연주하기 위해 작곡되었다는 설명도 있었지만, 랜던(H.C. Robbins Landon)이 오래된 필사악보를 검토한 결과 부활절 주간을 위해 작곡된 것으로 나타났고, 헤르초겐베르크 수도원의 필사악보에는 '파쇼 에트 라멘타치오'라는 표제가 붙어 있다고 한다. 또 랜던이 교정한 우니베르잘 판 스코어에 의하면, 오스트리아의 슈레글 수도원과 스탐스 수도원의 팔사악보에는 《라 라멘타치오네》라는 부제가 붙어 있다고 한다. 1악장의 제2주제에는 수난곡의 멜로디가 사용되고, 제2악장의 주제도 라멘타치오의 선율에 근거한 것임이 랜던에 의해 밝혀졌다. 실제로 1악장의 수난곡 선율은 제2악장의 라멘타치오 선율을 바탕으로 한 패리프레이즈이며 그런 의미에서 이 두 개의 선율은 원래 한 뿌리인 것이다.  이 교향곡은 미뉴에트 악장으로 끝나는 3악장 구성으로서 일반적인 빠른 피날레를 갖고 있지 않다. 우니베르잘 판 스코어에 기재되어 잇는 오래된 필사악보는 메르코 수도원의 것이 미뉴에트를 뺀 2악장, 그 외는 모두 3악장으로 되어 있어 4악장은 처음부터 작곡되지 않았다고 결론 내릴 수 있다. 작곡 연대는 1768년경 오래된 필사악보의 연대는 게트바이크 수도원과 헤르초겐베르크 수도원 필사악보에 기입되어 있는 1772년이다. 페다가 쓴 뉴 그로브 음악사전에는 1770년 이전의 곡으로 기재되어 있다.  

## 편성
오보에2, 호른2, 현5부

## 연주시간
- 약 17분

## 구성

### 제1악장
제1주제는 8마디의 싱커페이션으로 오보에가 바이올린의 진행을 강화한다. 이 f프레이즈에 이어 새로운 p프레이즈가 4마디 이어지고, 싱커페이션에 의한 프레이즈가 라단조를 유지하면서 4마디 이어진다. 이어서 조바꿈의 프레이즈 없이 갑자기 바장조로 제2바이올린과 오보에에 의한 제2주제가 나타난다. 이것은 수난곡의 선율에 기초한 것으로 랜던은 1763년 출판 된 수난곡집을 조사해서 이 주제가 수난곡의 선율을 거의 그대로 사용하고 있다는 것을 밝혀냈다. 즉 처음 9마디는 복음사가, 다음 6마디의 p프레이즈가 그리스도, 다음 3마디가 복음사가, 마지막 4마디가 민중의 선율이다. 이후에 6마디의 코데타가 이어진다. 발전부는 바장조로 싱커페이션의 제1주제로 시작된다. 2번째 부분은 가단조이고 제2주제의 그리스토 선율이 4마디 나타난다. 그 후 코데타 동기에 의한 프레이즈를 거쳐 제1주가 라단조로 재현된다. 이 주제의 말미는 확대되어 딸림음 프레이즈로 끝난다. 제2주제가 라장조로 조바꿈되어 전체가 재현되는데, 이때 제1호른이 제1오보에와 제2바이올린이 연주하는 선율에 합세하여 맑고 크게 울려퍼진다. 코데타가 확대되고 강하게 연주되면서 소나타 형식을 끝맺는다.

### 제2악장
바장조. 오보에와 제2바이올린이 라멘타치오 선율을 연주하고 베이스 위에 제1바이올린이 음형을 더한다. 주제는 16마디로 이루어지며 프레이즈는 3-5-5-3마디의 구조인데 이것은 원래의 선율 구분에 근거하고 있다. 다음 7마디는 베이스 위에서 제1바이올린이 여섯잇단음으로 연주하는 프레이즈이다. 이어서 다장조로 13마디의 코랄이 반복되는데 제1바이올린은 여섯잇단음을 계속해서 연주한다. 랜던은 이 느린 악장 형식을 교향곡 22번의 1악장과 마찬가치로 코랄 전주곡의 자유로운 적용이라고 설명하고 있는데 발전부를 중간에 둔 3부분 형식으로 되어 있다. 제시부에서는 딸림조에서도 코랄 주제가 단일적으로 사용된다. 중간부에서는 코랄주의 처음부분 3마디와 제1바이올린의 여섯잇단음과의 조합에 의해 악상이 전개되며 다장조, 사장조, 바자옺의 세 프레이즈로 이루어져있다. 재현부는 으뜸조로 코랄 주제가 재현되며, 호른이 가세하고 제2바이올린은 펼침을 연주한다. 주제인 2번째 플이즈는 확대되어 라단조의 딸림음을 유도한다. 그 후 다시 제2프레이즈가 반복 재현된다.

### 제3악장
미뉴에트 부분은 정감으로 가득찬 라단조의 악상으로 특징지어진다. 두 번째 부분의 도중에 간결하고 효과적인 모방법이 나타난다. 반면 장조의 트리오에서는 강한 연주에 의한 아우프탁트 화음이 악곡에 긴장을 준다.

## 참고 문헌
- 《작곡가별 명곡해설 라이브러리》 14권 '하이든' 〈음악지우사〉 (音樂世界)